# یازیکوو (شهرستان بلاگووارسکی، باشقیرستان)
یازیکوو (انگلیسی: Yazykovo, Blagovarsky District, Republic of Bashkortostan) یک شهر در شهرستان بلاگووارسکی باشقیرستان کشور روسیه است.